# Автобан A3 (Австрія)
Автобан A3 (нім. Südost Autobahn, «Південно-східна автомагістраль») — автомагістраль або «автобан» в Австрії. Пролягає від Південного автобану на розв'язці Knoten Guntramsdorf на південний схід до Айзенштадта.
Був побудований між 1970-ми та 1996 роками, причому кілька ділянок відкривалися для руху по одному.
Біля Айзенштадта A3 закінчується, де вона перетинає швидкісну автостраду Burgenland S 31 і вливається в B 16. Автомобілісти можуть продовжити рух по B 16 у напрямку до кордону з Угорщиною та виїхати на швидкісну магістраль M85 (Угорщина) у Шопроні. Австрійська влада відмовилася від планів з'єднати A3 і M85 безпосередньо на кордоні через екологічні та кліматичні проблеми.